# Macromia lachesis
Macromia lachesis är en trollsländeart som beskrevs av Maurits Anne Lieftinck 1971. Macromia lachesis ingår i släktet Macromia och familjen skimmertrollsländor. Inga underarter finns listade i Catalogue of Life.